# Hestiasula kastneri
Hestiasula kastneri – gatunek modliszki z rodziny Hymenopodidae, występujący w Indiach.